# はくちょう座RZ星
はくちょう座RZ星（はくちょうざRZせい）は、はくちょう座の脈動変光星。

## 概要
SRA型の半規則型変光星で、275.69日の周期で9.8等と14.1等の間を変光する。はくちょう座RZ星が分類されるSRA型は半規則型変光星の中でも周期性の良い変光をする赤色巨星が分類される型であり、RZ星自身も脈動に伴いスペクトル型がM7.0-M8.2eaの間を変化する赤色巨星である。光度曲線が大きく変化し、明るい極大と暗い極大が交互に現われる。

## 導入方法
デネブの北東約3度のところに位置するため、デネブから導入する。

## 名称
学名はRZ Cygni（略称：RZ Cyg）、ボン掃天星表の番号はBD+46°3080。